# Zimtrücken-Ameisenfänger
Der Zimtrücken-Ameisenfänger (Formicivora rufa) ist eine Art der Ameisenvögel. Die Art kommt ausschließlich in Südamerika vor.

## Aussehen

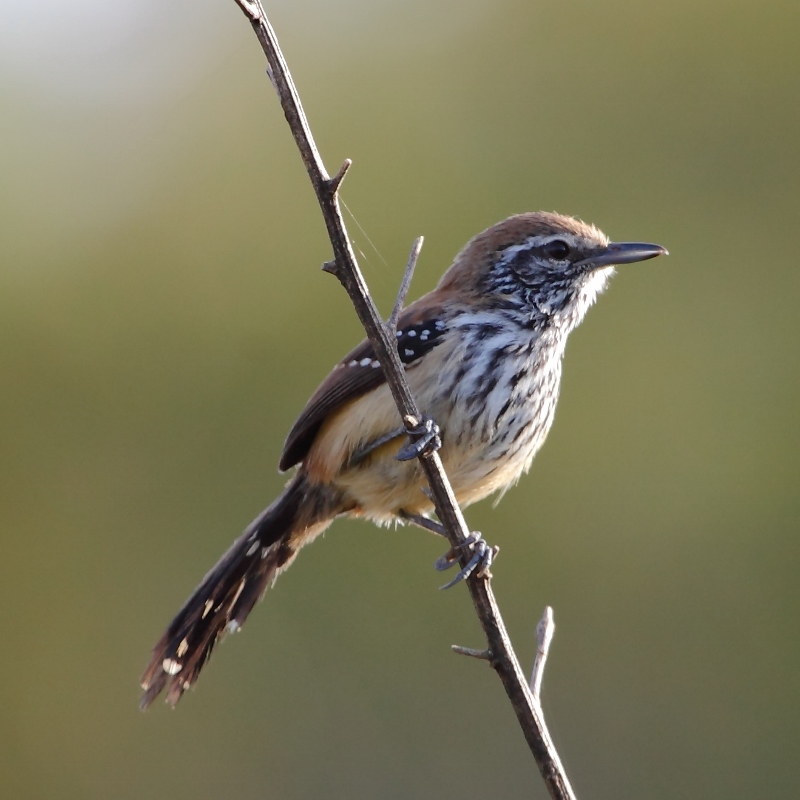
Zimtrücken-Ameisenfänger, Weibchen

Der Zimtrücken-Ameisenfänger erreicht eine Körperlänge von 13 Zentimetern und wiegt zwischen 12 und 14 Gramm.  Das Gesicht ist schwarz. Der Scheitel sowie die Körperoberseite sind rotbraun. Körperober- und Körperunterseite sind durch eine markante weiße bis rahmfarbene Linie voneinander abgesetzt. Die Flügel weisen ein breites dunkles Flügelband auf, auf dem sich weiße Tupfen befinden. Es besteht ein auffälliger Geschlechtsdimorphismus. Beim Weibchen ist die Körperunterseite hell und stark gestreift. Es fehlt die schwarze Gefiederfärbung auf Gesicht und Brust.

## Verbreitung und Verhalten

Verbreitungsgebiet des Zimtrücken-Ameisenfängers (grün)

Der Zimtrücken-Ameisenfänger kommt in Peru, Brasilien, Bolivien und Paraguay vor. Sein Verbreitungsgebiet ist stark fragmentiert. Die Art ist jedoch nicht selten. Zimtrücken-Ameisenfänger halten sich überwiegend paarweise oder in kleinen Familientrupps im unteren Geäst von Bäumen, in Sträuchern oder auch im Gras auf. Während der Futtersuche richten sie ihre Schwänze sehr häufig auf. Während der Futtersuche lassen sie ständig Kontaktrufe hören.

## Unterarten
Es sind folgende Unterarten anerkannt:
- Formicivora rufa urubambae Zimmer, JT, 1932[3] kommt im östlichen Peru vor.
- Formicivora rufa chapmani Cherrie, 1916[4] ist in Suriname und dem nordöstlichen Brasilien verbreitet.
- Formicivora rufa rufa (Wied-Neuwied, 1831)[5] kommt im südöstlichen Peru, in Bolivien, in Paraguay und dem zentralen und südlichen Brasilien vor.

## Etymologie und Forschungsgeschichte
Die Erstbeschreibung des Zimtrücken-Ameisenfängers erfolgte 1831 durch Maximilian zu Wied-Neuwied unter dem wissenschaftlichen Namen Myiothera rufa. Als Verbreitungsgebiet gab er das Binnenland von Bahia an. 1824 führte William Swainson die für die Wissenschaft neue Gattung Formicivora für den Braunrücken-Ameisenfänger Formicivora grisea (Boddaert, 1783) ein. Der Begriff ist ein Wortgebilde aus lateinisch formica ‚Ameise‘ und lateinisch -vorus, vorare ‚-essend, verschlingen‘. Der Artname rufa hat seinen Ursprung in lateinisch rufus ‚rot, rötlich‘. Chapmani ist Frank Michler Chapman gewidmet. Urubambae bezieht sich auf den Río Urubamba. Alfred Laubmann hatte für sein Werk Die Vögel von Paraguay einen Balg, gesammelt von Georg Wieninger (1859–1925) in Bernalcue bei Asunción, zur Verfügung. In der Literatur sah er in Asunción und in Monte Sociedad im Departamento Alto Paraná durch Arnaldo de Winkelried Bertoni Nachweise für das Land. Zusätzlich erwähnte Laubmann Batará del gola negra von Félix de Azara als Nachweis für die Art. Für Laubmann war Neorhopias rufa rufatra d’Orbigny & Lafresnaye, 1837 die verbreitete Unterart in Paraguay, doch wird dieser Name heute als Synonym zur Nominatform betrachtet. Ein weiteres Synonym ist Neorhopias rufa peruviana Carriker, 1935 für F. r. urubambae. Peruviana bezieht sich auf Peru. Schließlich bildet sich rufatra aus lateinisch rufus ‚rot, rötlich‘ und lateinisch ater ‚schwarz‘.

## Belege